# グランド・ポーンツ州
グランド・ポーンツ州 (Région des Grands-Ponts)はコートジボワール南東部のラギューヌ地方南西部の州。
州都はダブ (コートジボワール)。
2014年の人口は約35.6万人。

## 地理
- 北：アニェビ＝ティアサ州
- 東：アビジャン
- 南：大西洋
- 西：グボケレ州
- 北西：下ジブア州

## 行政区画
- Dabou
- Grand-Lahou
- Jacqueville